# Битка код Ниниве (627)
Битка код ниниве (Грчки: Ἡ μάχη τῆς Νινευί) била је врхунац свих битака које су се одиграле у Византијско сасанидском рату у периоду од 602-628год. Ова византијска победа за последицу је имала избијање грађанског рата у Персији и за неко време обновила Источно римско царство у његовим древним границама на блиском истоку. Ово поновно оживљавање византијске моћи и обнова престижа нису потрајали дуго, јер се у периоду од неколико година, појавио новоосновани Арапски калифат који је цартво још једанпут довео на ивицу уништења.
Увод
Када је цар Маврикије убијен од стране узурпатора Фоке, Хозроје II је објавио рат византији како би осветио смрт свог добротвора(мецене). Док су Персијанци били успешнији у првој фази рата, освојивши велики део Леванта, Египта, и чак Анадолије, Ираклијева надмоћ на крају ипак је довела до перијске пропасти. Ираклијеви походи(кампање) изменили су равнотежу, принудивши персијанце да пређу у одбрану и омогућили тиме Византијцима да поврате свој замах. Удружени са Аварима, Персијанци су покушали да заузму Константинопољ, али су били поражени.
Док се одвијала опсада Константинопоља, Ираклије је у савезу са онима који су према византијским изворима означени као Хазари под заповедништвом Зебела, који се пистовећују са Западним Турским Каганатом Гоктутрака предвођених Тонг Јабхуом, коме су упућени чудесни дарови праћени обећањем руке порфирогенеције Евдокије Епифаније као награде за пружену помоћ. Турци који су се налазили на подручју Кавказа одговорили су на понуду пославши 40 000 својих људи како би опустошили Персијско царство 626. год. н. е. чиме су отпочели Трећи Персијско-Турски рат. Здружене Визатијске и операције Гоктурака биле су усмерене на опседање Тбилисија.

## Инвазија Месопотамије
Средином септембра 627. год, оставивши Зебела да заврши са опсадом Тбилисија, Ираклије је напао средиште Перије, овога пута са снагама које су бројале између 25 000 и 50 000 војника и појачањем од 40 000 Гоктурака, који су га убрзо напустили због чудних зимских услова. Ираклија је у стопу пратила Разатова војсака од 12 000 људи, али је успео да избегне Разатову војску и да нападне срце Персијског царства, у Месопаотамији (на подручју даншњег Ирака). Ираклије је успео да набави храну за војнике и храну за жвотиње у сеоским срединама, Тако да је Разат које након тога пролазио кроз сеоска подручја која су већ била искоришћена, па није више могао тако лако пронаћи намирнице за људе и храну за животиње.

Дана 1. децембра Ираклије је прешо реку Велики Заб и улогорио се близу рушевина прстонице бишег Аирског царства Ниниве која је тада била под персијском влашћу. То је био покрет са југа на север, насупрот очекиваном напретку ка југу. Међутим, ово се може схватити као начин да се избегне заробљавање од стране персијске војске у случају пораза. Рахзад је пришао Ниниви са друге тачке. Вести да се приближава 3.000 војника персијских појачања стигле су до Ираклија, присиљавајући га да делује. Изгледаоло је као да се повлачи из Персије прелазећи реку Тигар.

## Место битке
Ираклија је пронашао равницу западно од Великог Заба на малој удаљености од рушевина Ниниве. То је омогућило Византијцима да искористе предност својих снага са копљима и борбом прса у прса. Осим тога, магла је смањила предност Персијанаца у у броју стрелаца и дозволила Византијцима да прођу без великих губитака од стране противничких стрелаца. Валтер Кеги сматра да се ова битка одиграла у близини потока Карамлајс .

## Битка
Дана 12. децембра, Рахзад је распоредио своје снаге у три групе и извршио напад. Ираклије је фингирао повлачење како би одвукао Персијанце на равницу пре него што је преусмерио своје трупе на што је изненадило Персијанце. После осам сати борбе, Персијанци су се изненада повукли у подножје оближњег брда, одатле није било никаквог пута.Том прилоком око 6,000 Персијанаца је погинуло.

Нићифорова кратка историја говори да је Рахзад изазвао Ираклија на двобој. Ираклиј је прихватио двобој и убио Рахзада једним ударцем; друга два изазивача су се борила и такође изгубила. Међутим, због различитих сумњи се поставило а питање да ли се то заиста догодило.
У сваком случају, Рахзад је умро негде током битке.
Око 3000 персијских војника који су чинили појачања стигло је прекасно за битку.

## Последице
Победа код Ниниве није била потпуна, јер Византинци нису били у стању да заузму персијски логор. Међутим, ова победа је била довољно значајна да разбије отпор Персијанаца.
Без персијске војске која би му се супротставила, Ираклијева победничка војска опљачкала је Дастагирд, Хозројеву палату и стекла огромно богатство при чему је ослободила 300 заробљених византијско-римских барјака и застава нагомиланих током година ратовања. Хозроје је већ побегао у планине Сусиане како би покушао да подржи обрану Ктесифона. Ираклије није могао да нападне сам Ктесифон, јер је канал Нахраван био блокиран урушавањем моста.
Персијска војска се побунила и збацила Хозроја II, уздижући на престо његовог сина Кавада II, познатог и као Сироес, уместо његовог оца. Хозроје је преминуо у тамници након што је био изнуриван пет дана на слабој храни - петог дана је полако убијен стрелама.Кавад је одмах послао мировну понуду Ираклију. Ираклије није наметао тешке услове, знајући да је и његово царство скоро исцрпљено. Према мировном споразуму, Византинци су повратили све своје изгубљене територије, своје заробљене војнике, ратну одштету и светињу од великог духовног значаја, Часни крст и друге реликвије које су изгубљене у Јерусалиму 614. године.
Битка је означила крај римско-персијских ратова.